# Бердичівська районна рада
Берди́чівська райо́нна ра́да — орган місцевого самоврядування Бердичівського району Житомирської області. Розміщується в місті обласного значення Бердичів.

## Склад ради

### VIII скликання
Склад ради — 42 депутати.
25 жовтня 2020 року, на чергових місцевих виборах, було обрано 42 депутати, з них (за суб'єктами висування): «Слуга народу» та Всеукраїнське об'єднання «Батьківщина» — по 7, «Європейська Солідарність» — 6, «Опозиційна платформа — За життя» та Радикальна партія Олега Ляшка — по 5, «Сила і честь», «За майбутнє» та «Пропозиція» — по 4.
Новообрані депутати створили вісім депутатських фракцій, відповідно до партійного представництва.
26 листопада 2020 року, на першій сесії районної ради, головою ради обрано позапартійного депутата від «Європейської Солідарности» Олександра Балянова, місцевого підприємця., заступником — Володимира Діхтяра, члена та депутата від «Опозиційної платформи — За життя», підприємця.

### VII скликання
Загальний склад ради: 34 депутати.
Виборчий бар'єр на чергових місцевих виборах 2015 року подолали місцеві організації п'яти політичних партій. Найбільше депутатських місць отримала «Європейська солідарність» — 11, далі — Аграрна партія України — 9 мандатів, Всеукраїнське об'єднання «Батьківщина» — 6, «Опозиційний блок» та Радикальна партія Олега Ляшка — по 4 мандати.
За інформацією офіційної сторінки ради, станом на травень 2020 року діють чотири депутатські фракції — «Європейська солідарність», «Опозиційний блок», ВО «Батьківщина» та фракція Аграрної партії.
10 листопада 2015 року головою районної ради було обрано представника «Європейської Солідарности» Самчика Максима Юрійовича.
9 серпня 2017 року депутати ради позбавили повноважень голови Максима Самчика і обрали нового голову ради — Софію Броніславівну Томашевську.
29 серпня 2019 року Софія Томашевська склала повноваження голови районної ради. На цьому ж засіданні головою ради знову було обрано Максима Самчика.

## Колишні голови ради
- Яковенко Михайло Максимович — 1945—1946 роки
- Крикуренко Афанасій Павлович — 1946—1947 роки
- Заболотний Іван Маркович — 1947—1950 роки
- Король Євген Андрійович — 1950—1955 роки
- Вишневський Степан Данилович — 1962—1963 роки
- Сичевський Антон Павлович — 1963—1974 роки
- Бабійчук Василь Захароваич — 1974—1987 роки
- Мостовий Віталій Федорович — 1990—1991 роки
- Шевчук Віктор Олександрович — 1992—1994 роки
- Сухораба Василь Петрович — 1987—1990, 1991—1992, 1994—1999 роки
- Дупляк Микола Степанович — 1998—2002 роки
- Михальчук Юрій Давидович — 2006—2010 роки
- Строженко Микола Тимофійович — 2010—2014 роки
- Мулярчук Костянтин Володимирович — 2014—2015 роки
- Самчик Максим Юрійович — 2015—2017, 2019—2020 роки
- Томашевська Софія Броніславівна — 2017—2019 роки